# オケオ

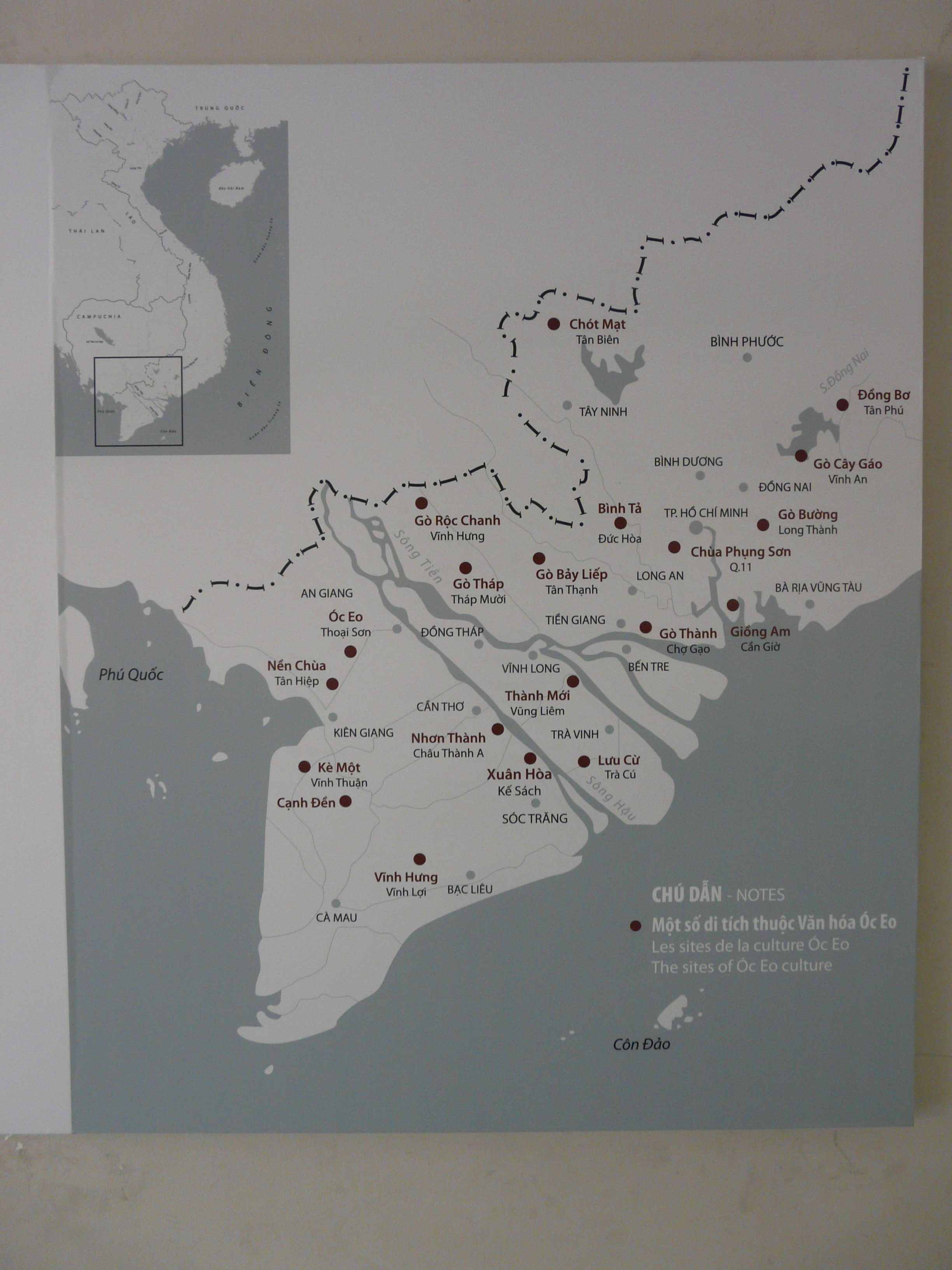
オケオ文化に関する遺跡群の地図（ホーチミン市歴史博物館）

オケオ（ベトナム語: Óc Eo/ 喔㕭、クメール語: អូរកែវ, ラテン文字転写: O'keo）は、ベトナム南部のメコンデルタ地方、アンザン省南部のトアイソン県にある考古学的な遺跡群。また今日において、オケオ市鎮はトアイソン県を構成する行政区画である。「オ・ケオ」はクメール語で「水晶の運河」を意味する。
1世紀から7世紀にかけて、扶南国の最も賑わった港があったとされる。考古学用語の「オケオ文化」は、この地で発掘された遺物によって特徴づけられる、古代のメコンデルタにおける文明の物質的痕跡を指す。

## 遺跡群とオケオ文化の広がり

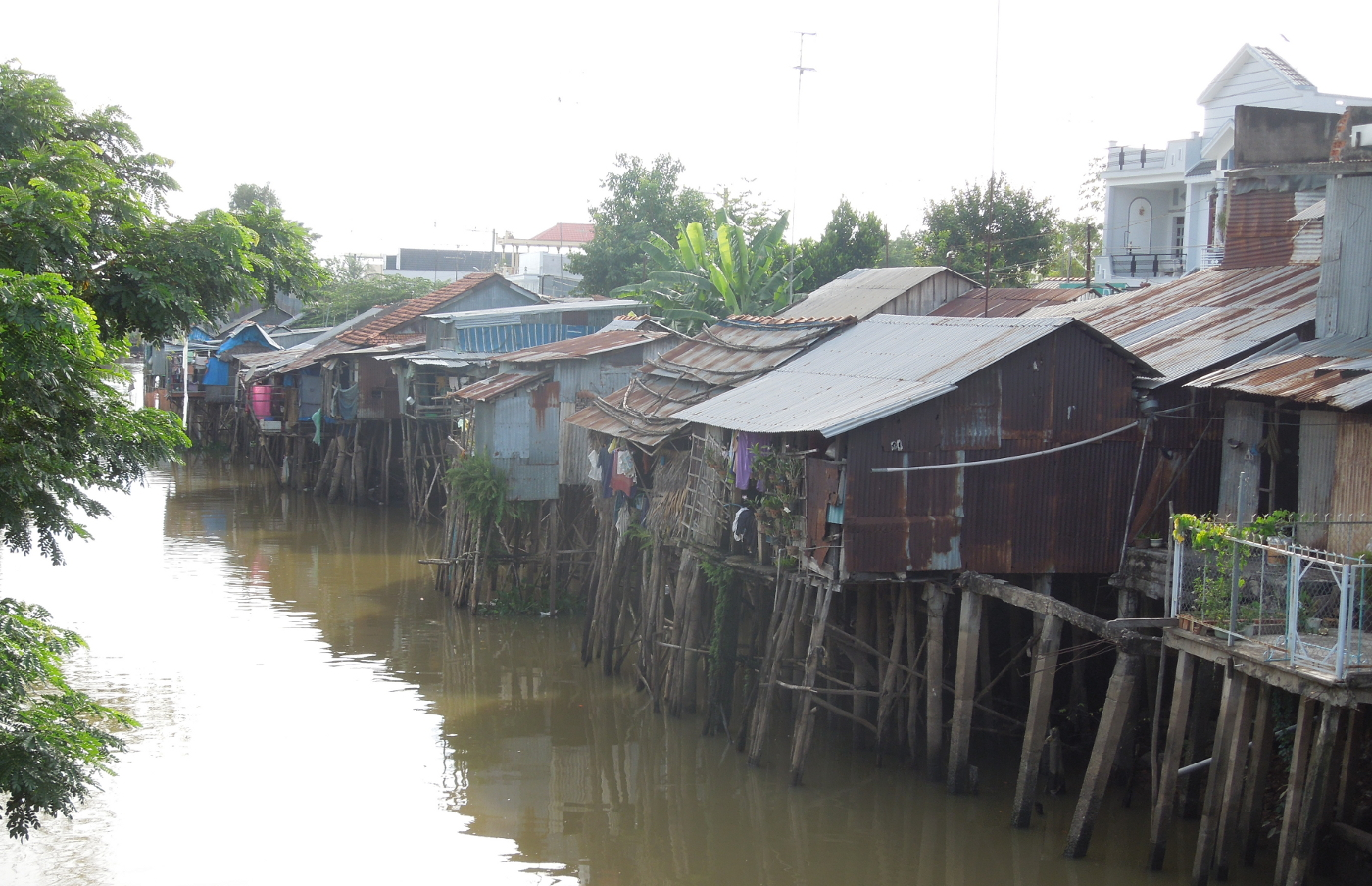
今日見られる高床式水上住宅。オケオより45kmほど北のアンザン省チャウドックにて（2012年）

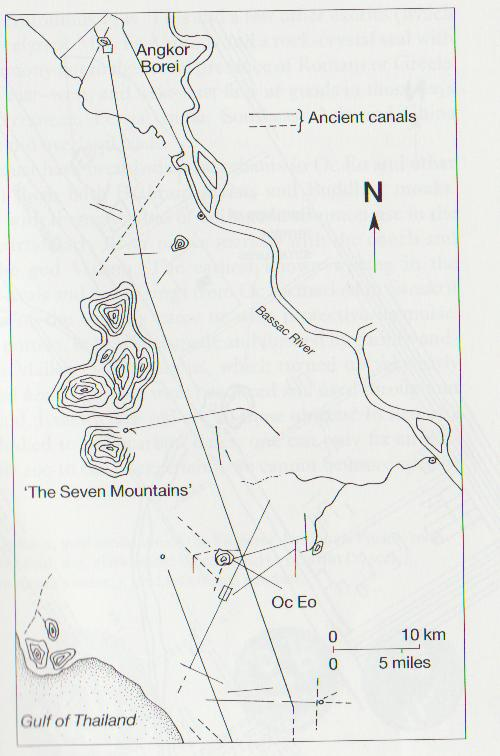
オケオとアンコール・ボレイを結ぶ古代の運河

オケオの発掘は、フランスの考古学者が航空写真から遺跡を見出した後、1942年2月10日に開始された。最初の発掘隊を率いたのはルイ・マレレである。遺跡群の範囲は450ヘクタールに及んでいた。
オケオは、メコンデルタの低地平原を縦横に結ぶ古代の運河ネットワークの中に位置しており、オケオと海の港を繋ぐ運河の一つは、北北西に約67km離れたアンコール・ボレイまで繋がっていた。オケオは運河によって南北に分断され、更に4つの運河が東西に走り、その運河はメコンデルタ地域に現在でも見られる高床式の水上住宅に囲まれていたと思われる。
オケオの文化を反映した遺跡群はベトナム南部全域に広がっているが、特にホーチミン市より南西のメコンデルタ地域に集中している。現在のオケオ市鎮から離れた場所での最も重要な遺跡群は、メコン川の東の流れ（ソンティエン）に位置する、ドンタップ省カオライン市の東、同省タップムオイ県にあり、ここでは6世紀のサンスクリット碑文が発見されている。
また、1958年に撮影された航空写真によって、扶南時代にはメコン川の支流が、タケオの周辺からタイランド湾に流れ込んでいたことが証明された。タケオは古くは海岸に面していたが、後に堆積によって海岸線と離されていったと見られている。扶南時代のオケオは運河でタケオと繋がっており、オケオもタイランド湾の深部へつながる経路を持っていたことになる。また、航空写真によって明らかになったこのメコン川の河口部は、プトレマイオスが「ゲオグラフィア」で言及した、メコン川の西の支流（プトレマイオスはコッティアリス（Cottiaris）と呼んだ）に属する河口分流の「シーナス（Saenus）」である可能性があるとされる。

## 発掘品

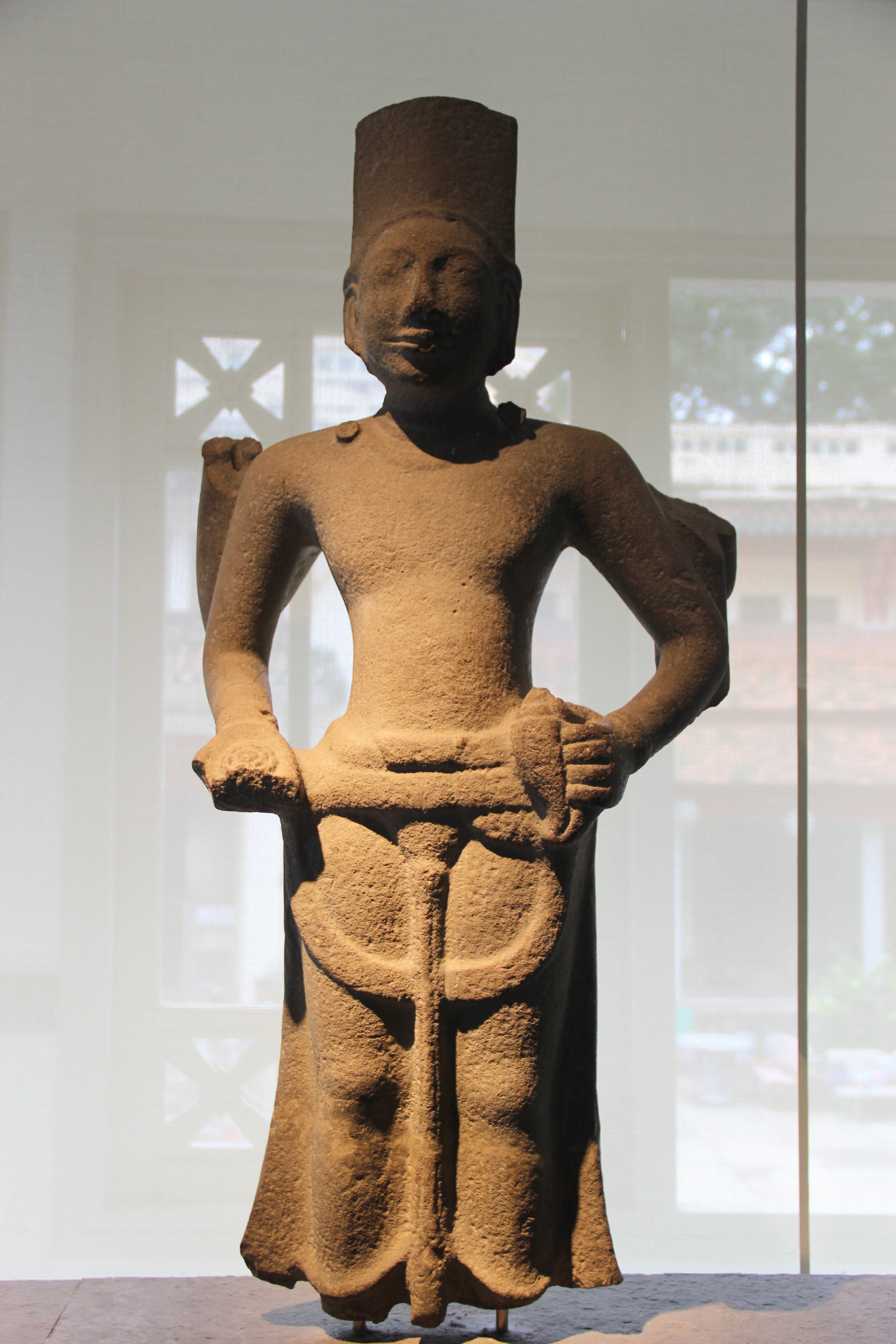
オケオで発見されたヴィシュヌ神の像。6世紀から7世紀のもの（ベトナム歴史博物館所蔵）

オケオでの発掘品には、陶器、道具類、宝石類、宝石やコインを作るための鋳物類、宗教的な像などが含まれている。また、発掘品の中にはクシャーナ朝ガンダーラの青銅の仏頭、ローマのマルクス・アウレリウス金貨なども含まれている。多くの発掘品はホーチミン市のベトナム歴史博物館の展示品となっている。マレレによって発掘されたオケオの銀貨には、明らかに扶南で鋳造された、ハンサもしくはカンムリセイランをかたどったものが8枚含まれる。

## オケオと扶南
オケオは、メコンデルタで紀元1世紀から6世紀に存在した歴史上の王国である扶南に属していたと考えられる。扶南については、旅行者や外交官の証言、朝貢使節の記録に基づき正史を編纂した、古代中国の多くの史家たちの記録によって知られている。
扶南は中国史にその名を残しているが、ベトナムやカンボジアの古文書には「扶南」の名は見られない。しかし漢文史料によって、中国人によって扶南と呼ばれた国が、メコンデルタにおける支配的な政体であったと判断できる。その結果、この地域で発見されるこの時代の遺物は歴史上の扶南のものと認識され、オケオとその関連遺跡での発掘品は扶南の存在を示す重要な情報源となっている。
ベトナムの考古学者・歴史学者であるハー・ヴァン・タンは、宝石や印章などのオケオの典型的な出土品は単純に交流や貿易の結果であり、メコンデルタのそれぞれの地域がこの後に独立した文化を発展させていく兆候を示しているのに過ぎず、メコンデルタからチャオプラヤーデルタを越え、ビルマまで広がった扶南文化の存在をこれによって実証することは不可能だとしている。また、カンボジアの記録において扶南と名付けられた王国に関する記述が完全に欠けているという視点から、碑文に残るAninditapura、Bhavapura、Shresthapura、Vyadhapuraといった、古代クメール領域の地理の記憶を伝える名前を採用し、「扶南」の名は使わないようにすべきだというクロード・ジャック（Claude Jacques）の観点 も支持している。
新石器時代後期から金属器時代初期に、オケオは徐々にメコンデルタの経済と文化の中心になってゆき、また東南アジアの航路上の重要な位置を占めることによって職人や交易人の集まる場所となり、インドのような外部文化の影響が十分な都市化を促したとも、ハー・ヴァン・タンは論じている。
また扶南は、インド人たちが「スヴァルナブーミ」（黄金の野原）と呼んだ東南アジアの地域の最初の現れであった可能性がある。